# Карлтон (Алабама)
Карлтон (англ. Carlton) — переписна місцевість (CDP) в США, в окрузі Кларк штату Алабама. Населення — 46 осіб (2020).

## Географія
Карлтон розташований за координатами 31°20′55″ пн. ш. 87°50′8″ зх. д. / 31.34861° пн. ш. 87.83556° зх. д. (31.348571, -87.835666).  За даними Бюро перепису населення США в 2010 році переписна місцевість мала площу 11,74 км², з яких 11,71 км² — суходіл та 0,03 км² — водойми.

## Демографія
Згідно з переписом 2010 року, у переписній місцевості мешкало 65 осіб у 28 домогосподарствах у складі 21 родини. Густота населення становила 6 осіб/км².  Було 53 помешкання (5/км²).
Расовий склад населення:
| - 66,2 % — білих - 33,8 % — чорних або афроамериканців |

До двох чи більше рас належало 0,0 %. Частка іспаномовних становила 3,1 % від усіх жителів.
За віковим діапазоном населення розподілялося таким чином: 20,0 % — особи молодші 18 років, 64,6 % — особи у віці 18—64 років, 15,4 % — особи у віці 65 років та старші. Медіана віку мешканця становила 39,8 року. На 100 осіб жіночої статі у переписній місцевості припадало 132,1 чоловіків;  на 100 жінок у віці від 18 років та старших — 147,6 чоловіків також старших 18 років.
Цивільне працевлаштоване населення становило 6 осіб. 